# Nancy J. Currie
Nancy J. Currie, född 29 december 1958 i Wilmington, Delaware, är en amerikansk astronaut uttagen i astronautgrupp 13 den 17 januari 1990

## Rymdfärder
- STS-57
- STS-70
- STS-88
- STS-109